# Saint-Céneri-le-Gérei
Saint-Céneri-le-Gérei is een gemeente in het Franse departement Orne (regio Normandië) en telt 140 inwoners (2005). De plaats maakt deel uit van het arrondissement Alençon.

## Geografie
De oppervlakte van Saint-Céneri-le-Gérei bedraagt 3,9 km², de bevolkingsdichtheid is 35,9 inwoners per km². Het dorp ligt aan de Sarthe.

## Geschiedenis
Saint-Céneri-le-Gérei dankt zijn naam aan de heilige Céneri (Latijn: Serenicus of Genericus), een 7e-eeuwse kluizenaar. Deze kluizenaar was oorspronkelijk afkomstig uit Spoleto in Italië en vestigde zich aan de Sarthe. Later ontstond er een klooster, afhankelijk van de abdij van Saint-Évroult. Het klooster werd in 903 door de Noormannen verwoest.
Rond 1040 werd er een kasteel gebouwd in Saint-Céneri door de familie Giroie. Tijdens de Honderdjarige Oorlog werd de burcht verwoest.

## Bezienswaardigheden

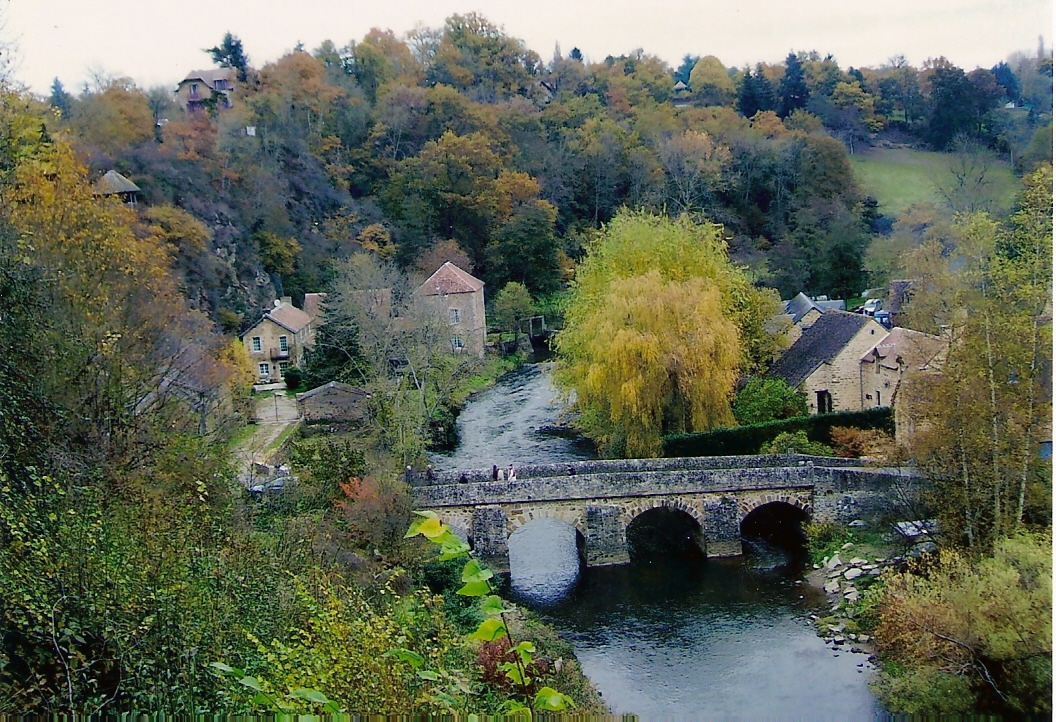
Saint-Céneri-le-Gérei aan de Sarthe

Saint-Céneri-le-Gérei is lid van Les Plus Beaux Villages de France. In de 19e eeuw verbleven verschillende bekende kunstschilders in het pittoreske en landelijke dorp, waaronder Gustave Courbet, Camille Corot, Léon Cogniet en Paul Saïn.
Het dorp bezit, naast verscheidene oude huizen, een romaanse kerk uit de 11e eeuw. In de kerk bevinden zich 14e- en 15e-eeuwse fresco's.
De onderstaande kaart toont de ligging van Saint-Céneri-le-Gérei met de belangrijkste infrastructuur en aangrenzende gemeenten.

## Demografie
Onderstaande figuur toont het verloop van het inwonertal (bron: INSEE-tellingen).